# آسترا لینوکس
آسترا لینوکس (به انگلیسی: Astra Linux) یک سیستم‌عامل رایانه‌ای مبتنی بر لینوکس است که به‌طور گسترده در فدراسیون روسیه به منظور جایگزینی ویندوز مایکروسافت توسعه داده‌شده‌است. در ابتدا برای پاسخگویی به نیازهای ارتش روسیه، سایر نیروهای مسلح و سازمان‌های اطلاعاتی ایجاد و توسعه یافت. با کنترل دسترسی اجباری، حفاظت از داده‌ها را تا سطح «فوق محرمانه» در درجه اطلاعات طبقه‌بندی‌شده روسی فراهم می‌کند. به‌طور رسمی توسط وزارت دفاع روسیه، سرویس فدرال برای کنترل فنی و صادرات و سرویس امنیت فدرال روسیه تأیید شده‌است.
در طول دهه ۲۰۱۰، زمانی که مقامات و صنعت روسیه در تلاش بودند تا وابستگی خود را به محصولات غربی کاهش دهند (صنعتی سازی جایگزین واردات)، آسترا لینوکس به‌طور گسترده توسط شهروندان روسی به عنوان یک سیستم‌عامل جهانی برای رایانه‌های شخصی مورد استفاده قرار گرفت. جدای از ارتش و پلیس، اکنون به موسسات آموزشی، بهداشتی و سایر موسسات دولتی و همچنین در غول‌های صنعتی مانند راه‌آهن روسیه، گازپروم، روس‌اتم و دیگران عرضه می‌شود. همچنین نسخه‌های سرور آسترا برای کار با تجهیزات هواوی نیز تأیید شده‌اند.